# Nørre Aaby
Nørre Aaby is een plaats en voormalige gemeente in Denemarken.

## Voormalige gemeente
Bij de herindeling van 2007 werd de gemeente bij Middelfart gevoegd.
De oppervlakte bedroeg 64,89 km². De gemeente telde 5581 inwoners waarvan 2799 mannen en 2782 vrouwen (cijfers 2005).

## Plaats

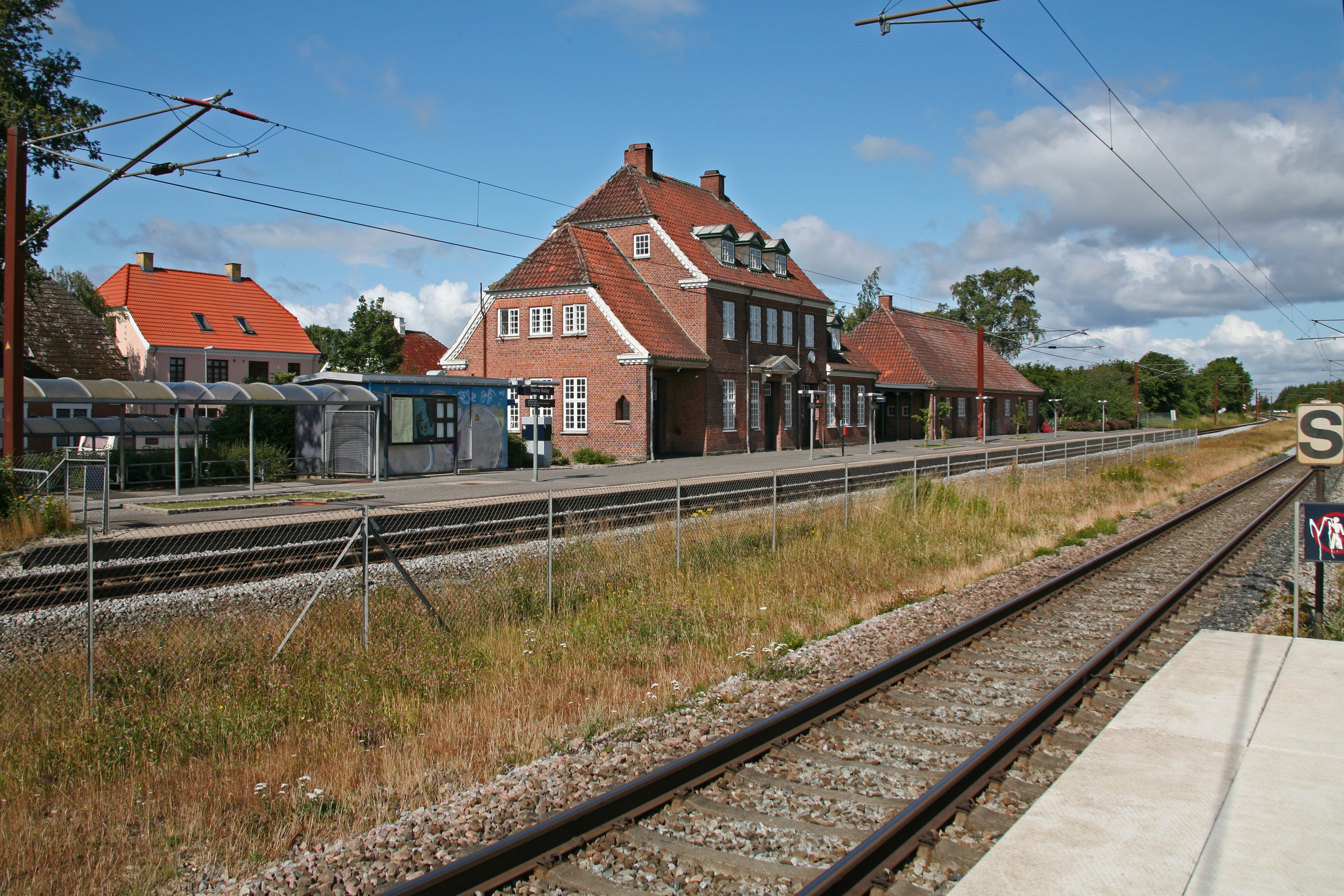
Station

De plaats Nørre Aaby telt 3007 inwoners (2020). Het dorp ligt aan de spoorlijn Nyborg - Fredericia. Het stationsgebouw is een beschermd monument. Even te noorden van de plaats loopt de E20 die het eiland Funen verbindt met Jutland en Seeland.